# Санжеев, Гарма Данцаранович
Гарма Данцаранович Санжеев (2 [15] февраля 1902, Иркутская губерния — 6 декабря 1982, Москва) — советский филолог-монголовед, доктор филологических наук, профессор.

## Биография
Родился 2 (15) февраля 1902 года в селении Тайшин Балаганского уезда Иркутской губернии, по национальности бурят.
Поступив в девять лет в школу, выучил в ней русский язык. В 1917 году поступил в Черемховское коммерческое училище, проучился в нём до 1920 года и стал сам преподавать в начальной школе. В это же время Санжеев начал учиться на подготовительном отделении педагогического факультета Иркутского государственного университета. В 1924 году переехал в Ленинград и поступил на монгольское отделение Института живых восточных языков. Слушал лекции востоковеда академика В. В. Бартольда и лингвиста академика Л. В. Щербы, обучался у академика Бориса Яковлевича Владимирцова, который организовал в институте монгольский семинар. Под руководством Владимирцова Санжеев прошёл обучение в аспирантуре. Летом 1927 года Санжеев по поручению Владимирцова провёл этнографический и лингвистический анализ дархатов — небольшой этнической группы, живущей в Прикосогольском районе Монгольской Народной Республики. Вывод этого исследования состоял в том, что дархаты — это омонголившиеся урянхайцы.
В 1931 году, после окончания аспирантуры, Гарма Санжеев возглавил кафедру монгольского языка в Московском институте востоковедения имени Н. Нариманова. 1930-е годы были временем интенсивного культурного развития монголоязычных народов в Бурятии, Калмыкии, Монголии, и Санжеев принимал участие в этих процессах. В 1932 году он опубликовал монгольско-русский словарь, позднее принял участие в создании нескольких учебников монгольского языка.
В 1950 году после выхода первой части работы И. В. Сталина «Марксизм и вопросы языкознания» Санжеев обратился к Сталину с письмом, на которое тот ответил в газете «Правда». Впоследствии «Ответ товарищу Санжееву» был включён в состав сталинской работы о языкознании и неоднократно переиздавался.
В 1951 году Г. Д. Санжеев возглавил сектор Кореи и Монголии в Институте востоковедения Академии наук СССР, позднее — сектор дальневосточной филологии и сектор тюрко-монгольских и дальневосточных языков. Заместитель главного редактора журнала «Вопросы языкознания» (1952—1955). С 1954 года он полностью перешёл работать в Институт востоковедения. В 1970-х годах он приступил к созданию этимологического словаря монгольских языков, но эта работа не была опубликована при его жизни. В 2012 году заведующей Отделом языков народов Азии и Африки Института востоковедения З. М. Шаляпиной была инициирована подготовка словаря к печати. В 2015 году первый том увидел свет.
Умер Гарма Данцаранович Санжеев в 1982 году в Москве. Похоронен на Головинском кладбище.
Учёный владел большой собственной библиотекой, которая после его смерти была передана в библиотеку Бурятского научного центра. В состав его собрания входили книги на русском, бурятском и иностранных языках, включая монгольский, старомонгольский и китайский.

## Награды
- Награждён орденом Трудового Красного Знамени.
- Лауреат премии имени М. В. Ломоносова (1951 год, в составе авторского коллектива за работу «Вопросы языкознания в свете трудов И. В. Сталина»)[4].